# Felis
Felis is een geslacht van zoogdieren uit de familie der katachtigen (Felidae) dat onder andere de wilde kat en de woestijnkat omvat. De wetenschappelijke naam van het geslacht werd in 1758 gepubliceerd door Carl Linnaeus. De soorten uit dit geslacht zijn kleine tot middelgrote katachtigen die voorkomen in Europa, Afrika en Azië.

## Soorten
Het geslacht omvat de volgende soorten:
- Felis bieti – Chinese bergkat of Gobikat
- Felis catus – Huiskat
- Felis chaus – Moeraskat
- Felis lybica – Afrikaanse wilde kat
- Felis margarita – Woestijnkat
- Felis nigripes – Zwartvoetkat
- Felis silvestris – Wilde kat